# 科沙里 (拉茲傑利納亞區)
46°57′54″N 30°9′55″E / 46.96500°N 30.16528°E
科沙里（烏克蘭語：Кошари）是位於烏克蘭西南部的村莊，由敖德萨州羅茲季利納區的羅茲季利納市鎮負責管轄。該村始建於1924年，面積1.14平方公里，海拔高度142米，2001年人口845，人口密度每平方公里739.28人。